# Le Nubien
Le Nubien est une sculpture de Charles Cordier (1827-1905) réalisée en 1848. Elle représente le buste d'un jeune homme de type d'Afrique subsaharienne, plus précisément de Nubie. Le modèle vivant de l'artiste pour cette sculpture est Seïd Enkess.

## Historique
En 1847, Charles Cordier fait la connaissance de Seïd Enkess dit Saïd Abdallah, un ancien esclave soudanais affranchi qui pose comme modèle professionnel dans plusieurs ateliers parisiens et notamment celui de François Rude (1784-1855), son maître. Frappé par sa beauté, il réalise le buste du modèle en quinze jours, et l’expose quelques mois plus tard au Salon des artistes français sous le nom du buste de  « Saïd Abdallah, de la tribu de Mayac, royaume de Darfour ».
Plusieurs versions de ce buste sont produites dont une présentée à Londres lors de l'exposition internationale de Londres de 1851. Elle y séduit Auguste Duméril qui admire «  le nègre de M. Cordier  ». 
La reine Victoria en fait l'acquisition.

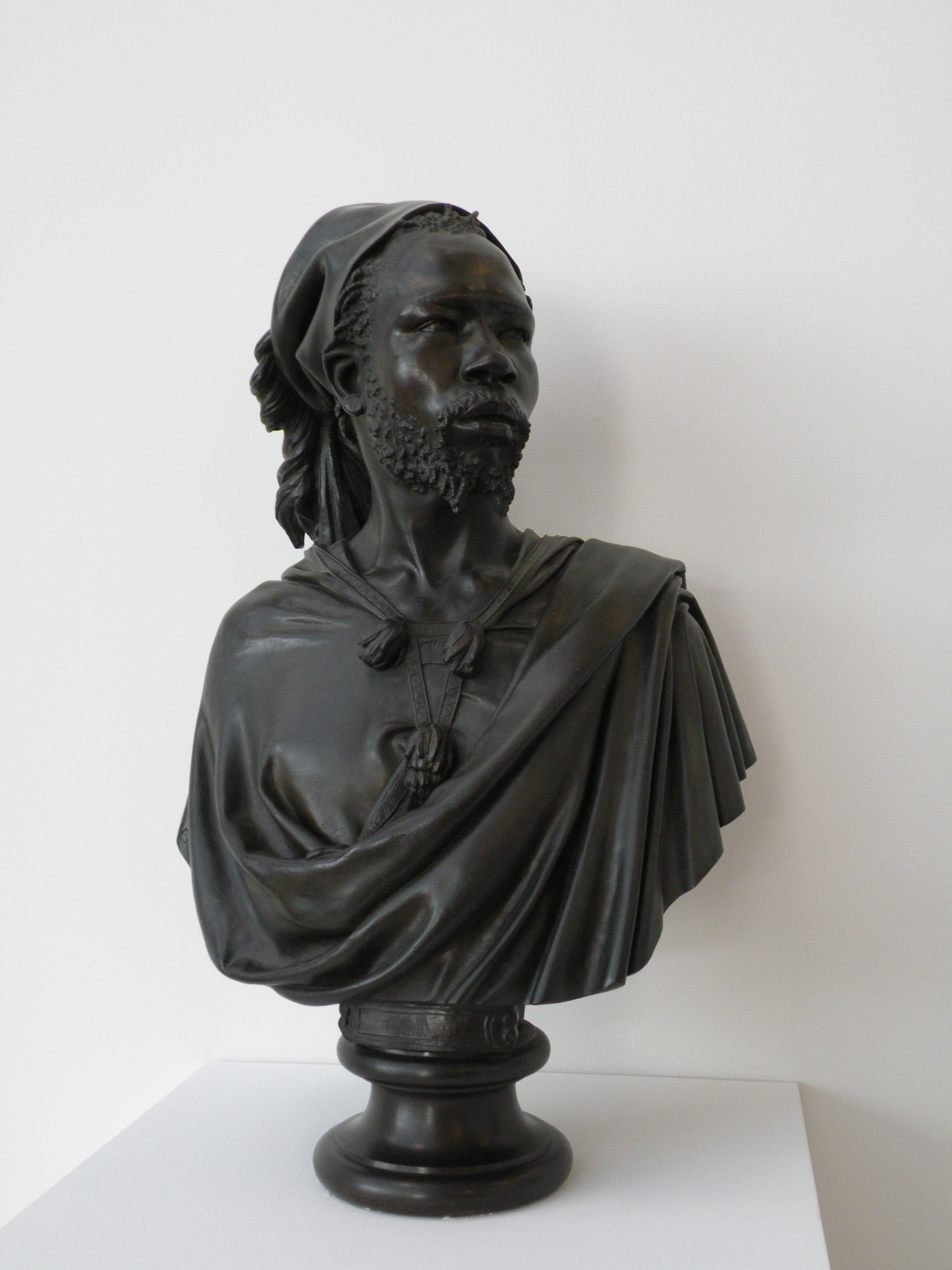

1848, est l'année de l’abolition de l’esclavage dans les colonies françaises. Le jeune sculpteur est sensible aux thèses abolitionnistes et curieux de la diversité du monde qui s'ouvre à lui mais qui est très mal connu. L’époque en est à la découverte du monde et au développement des empires coloniaux. Les explorateurs européens pénètrent de plus en plus loin en Afrique. On lit leurs récits de voyages.
Dans ce cadre, les musées s’intéressent aux portraits exotiques. L’État français achète une version du buste de Saïd Abdallah et son pendant La Nubienne pour la salle d’anthropologie du Jardin des plantes de Paris, où se crée en 1852 une « galerie des principaux types humains », à la demande d’André Marie Constant Duméril et Étienne Renaud Augustin Serres (1786-1868, directeur du laboratoire d’anatomie). Cette galerie d’anthropologie se développe dans les années suivantes. 

« Un superbe Soudanais paraît à l’atelier. En quinze jours je fis ce buste. Nous le transportâmes, un camarade et moi, dans ma chambre près de mon lit […] je couvais l’œuvre […] je la fis mouler et l’envoyai au Salon [….]. Ce fut une révélation pour tout le monde artistique. […] Mon genre avait l’actualité d’un sujet nouveau, la révolte contre l’esclavage, l’anthropologie à sa naissance… »

— Charles Cordier
Dès 1858, des exemplaires de ces deux œuvres entrent dans les collections du Musée d'art moderne André-Malraux du Havre, à l'issue de l'exposition organisée par la Société des amis des arts.

## Exposition
- Le Modèle noir, de Géricault à Matisse, Paris, New-York, Pointe-à-Pitre, 2019